# Plan de Ayala, Chalcatongo de Hidalgo
Plan de Ayala är en ort i Mexiko.   Den ligger i kommunen Chalcatongo de Hidalgo och delstaten Oaxaca, i den sydöstra delen av landet, 300 km sydost om huvudstaden Mexico City. Plan de Ayala ligger 2 663 meter över havet och antalet invånare är 217.
Terrängen runt Plan de Ayala är huvudsakligen kuperad. Plan de Ayala ligger uppe på en höjd. Runt Plan de Ayala är det ganska glesbefolkat, med 26 invånare per kvadratkilometer. Närmaste större samhälle är Villa Chalcatongo de Hidalgo, 4,4 km nordost om Plan de Ayala. I omgivningarna runt Plan de Ayala växer huvudsakligen savannskog.